# Fran Kurelac
Fran Kurelac (Bruvno, 14. siječnja 1811. – Zagreb, 18. lipnja 1874.) bio je hrvatski književnik, jezikoslovac i pedagog.

## Životopis
Rođen u Bruvnu u Lici 14. siječnja 1811. godine. Otac mu je služio kao časnik u tadašnjoj Ličkoj pukovniji. Osnovnu je školu pohađao u Švarči, a završio je u Rakovcu gdje je pohađao i dva razreda gimnazije. Zatim se školovao u Grazu i Zagrebu gdje je završio studij filologije. Godine 1832. odlazi u Beč gdje uči slavenske jezike te francuski i talijanski. Zatim odlazi u Rijeku, gdje je predavao u gimnaziji i gdje je utemeljio riječku filološku školu.
Proučavao je život, običaje i jezik gradišćanskih Hrvata i skupljao narodne pjesme. Glavna je osoba narodnog preporoda u Hrvatskom primorju. Od 1849. učitelj je hrvatskog jezika na gimnaziji u Rijeci. Za Bachova apsolutizma otpušten je iz službe. Od 1861. do 1866. predaje staroslavenski jezik u đakovačkom liceju i francuski na zagrebačkoj realnoj gimnaziji. Radio je samo jednu godinu (1867.) i u Klasičnoj gimnaziji u Zagrebu. Proučavao je hrvatski jezik i književnost, izdavao stare tekstove i bavio se etimologijom, a osnivač je Riječke filološke škole. Postao je član JAZU- a. 
Kurelčeva zbirka Runje i pahuljice sadrže idilični spjev hrvatskog pjesnika Vlaha Skvadrovića (Skvadrija) Mačuš i Čavalica i njegov svojevrsni epilog Koločepa nevjestice.

## Djela
- "O preporodu knjige slovinske na jugu",
- "Runje i pahuljice",
- "Govori iz rimskih pisac na hrvatski preveo...".
- "Jačke ili narodne pjesme prostoga i neprostoga puka hrvatskoga po župah Šopronskoj, Mošonskoj i Željeznoj na Ugrih", Zagreb, 1871.

### Članci
- Brlić, Ivan. 2010. Lički jezikoslovci kao dio hrvatskoga kulturnoga identiteta. Kroatologija. Sveučilište u Zagrebu – Fakultet hrvatskih studija. Zagreb. 1 (2): 24–41

## Vanjske poveznice
Ostali projekti
|  | Wikicitati imaju zbirke citata o temi Fran Kurelac |